# Disney Channel (Escandinavia)
Disney Channel es un canal de televisión propiedad de The Walt Disney Company, señal de la cadena estadounidense Disney Channel de radiodifusión de los países nórdicos y bálticos. Fue lanzado el 28 de febrero de 2003.
El canal emite con pistas de audio diferentes: danés, noruego, sueco, inglés (pista de audio secundaria), finlandés y desde el 1 de octubre también ruso, pero la imagen es de los mismos países y en los gráficos del canal hay muy pocas palabras para que el canal se adapte a los espectadores en todos los países. La mayoría del material está doblado y, por lo tanto, rara vez hay subtítulos.
El 5 de junio de 2023, se cerró y se fusionó con Disney Channel EMEA, pero tiempo después se anunció su relanzamiento para el 1 de abril de 2024, incluyendo un bloque matutino de Disney Junior.

## Historia
Disney Channel inicio transmisiones el 28 de febrero de 2003, estando disponible exclusivamente a través de la plataforma de satélite Viasat (Sirius 4). Más tarde ese año, empezó a estar disponible en redes de cable digital, como el sueco Com Hem.
En 2003, el canal solicitó una licencia para emitir en la red de la televisión digital terrestre de Suecia. Estaban entre los canales recomendados por la autoridad de televisión y radio sueca. El gobierno otorgó a Disney Channel, una licencia de radiodifusión el 29 de enero de 2004. Las transmisiones terrestres podrían iniciar el 15 de febrero a través de la plataforma Boxer TV Access. Poco después de eso, el canal celebra su primer aniversario eliminando el cifrado de la señal durante un fin de semana.
El 1 de agosto de 2005, el canal se convirtió en disponible para los suscriptores de la plataforma por satélite Canal Digital (Thor 2). Simultáneamente, se lanzó el canal hermano Toon Disney. Un tercer canal hermano, Playhouse Disney, fue lanzado el 1 de octubre de 2006.
En el otoño de 2009, el canal comenzó a emitir sus primeras producciones originales. Entre ellas se encuentran una comedia llamada Når klokkerne ringer, producido por la productora danesa Nobody y el concurso de música My Camp Rock producida por Televisión Titan.
En enero de 2012, Disney Channel Scandinavia empezó a usar el mismo logotipo y gráficos al aire que la versión británica de Disney Channel en ese momento. Más tarde, en mayo de 2012, el canal empezó a transmitir en 16:9 (pantalla panorámica).
Desde el 1 de agosto de 2012, el canal ha estado transmitiendo anuncios entre los programas. En el otoño de 2012, los canales de Disney en Suecia, Noruega y Dinamarca dividieron las transmisiones durante las pausas comerciales para que fuera más fácil emitir anuncios locales; sin embargo, las promociones y el calendario son los mismos en los países nórdicos.
El 29 de mayo de 2014, Disney Channel Scandinavia comenzó a utilizar nuevos gráficos en el aire y un nuevo logotipo, ambos creados por BDA Creative. El nuevo logotipo se introdujo por primera vez en el canal alemán de Disney en enero de 2014 cuando salió al aire libre y más tarde el 23 de mayo en los EE. UU.
El 28 de febrero de 2023, Disney Channel dejó de transmitir en Allente, junto con la pista de audio en ruso.
El 5 de junio de 2023, el canal se desconectó por completo y se fusionó con la versión paneuropea.
En febrero de 2024, se anunció que el canal se relanzaría el 1 de abril de 2024 y también incluiría un bloque de la marca Disney Junior durante las mañanas y los fines de semana.